# Droga wojewódzka nr 236
Droga wojewódzka nr 236 (DW236) – droga wojewódzka w województwie  pomorskim o długości 27 km, łącząca Konarzyny przez Swornegacie z miejscowością Brusy. W całości biegnie przez teren powiatu chojnickiego. Droga w okolicach Drzewicza graniczy z Parkiem Narodowym „Bory Tucholskie”. Część drogi przechodzi przez Zaborski Park Krajobrazowy.

## Miejscowości przy trasie

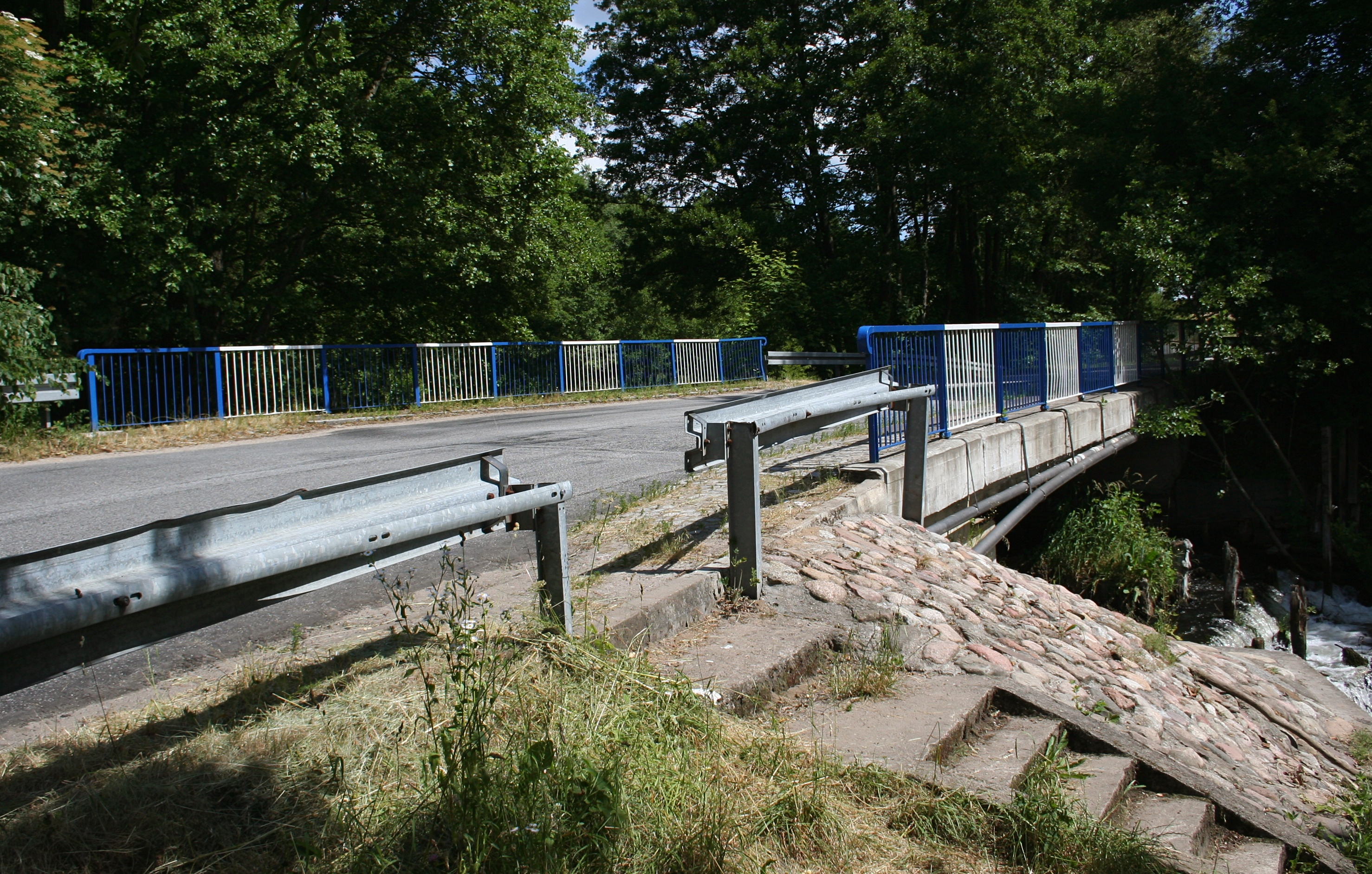
Most na Chocinie w Chocińskim Młynie

- Konarzyny
- Konarzynki
- Chociński Młyn
- Swornegacie
- Drzewicz – osada leśna
- Wielkie Chełmy
- Brusy-Jaglie
- Czyczkowy
- Most na Chocinie w Chocińskim MłynieBrusy